# Тетрака короткодзьоба
Тетрака короткодзьоба (Xanthomixis zosterops) — вид горобцеподібних птахів родини Bernieridae. Раніше його відносили до родини бюльбюлевих (Pycnonotidae).

## Поширення
Ендемік Мадагаскару. Трапляється на півночі (за винятком крайньої півночі) та сході країни. Ізольована популяція існує в районі Аналавелони на південному заході країни.

## Опис
Тіло завдовжки 16-17 см, вага 14-22 г. Дрібні птахи із витягнутою головою, тонким гострим дзьобом, міцними ногами, закругленими крилами та квадратним хвостом. Верхня частина тіла оливково-сірого кольору. Нижня частина — жовтувато-оливкова.

## Спосіб життя
Мешкає у тропічних гірських вологих лісах. Трапляється поодинці або парами. Живиться комахами та іншими дрібними безхребетними. Моногамні птахи. Сезон розмноження триває з вересня по грудень. Чашоподібні гніздо будує з моху у гущі чагарників. У гнізді 2-3 білуватих яйця з темними цятками. Інкубація триває два тижня. Через півтора місяця пташенята стають самостійними.